# مرجان بافلوفيتش
مرجان بافلوفيتش (بالإنجليزية: Mirjan Pavlović)‏ هو لاعب كرة قدم أسترالي في مركز الهجوم، ولد في 21 أبريل 1989 في ليكا، كرواتيا في كرواتيا. شارك مع منتخب أستراليا تحت 23 سنة لكرة القدم. أما مع النوادي، فقد لعب مع ماركوني ستاليونز ونادي بونه ونادي سيدني يونايتد 58 ونادي ويلينغتون فينيكس ونيوكاسل يونايتد جتس.